# سباق طواف فرنسا 1932
سباق طواف فرنسا 1932 من سلسلة سباقات سباق طواف فرنسا. أقيم هذا السباق في تاريخ 6-31 يوليو 1932 على 21 مراحل. بعد مرور 154 ساعة و11 دقيقة و49 ثانية وبعد طي 4479 كم بمتوسط 29.047 كم في الساعة فاز بالميدالية الذهبية أندريه ليدوك من فرنسا، فيما حصد كيرت شتوبل من ألمانيا الميدالية الفضية، وكانت الميدالية البرونزية من نصيب فرانشيسكو كاموسو من إيطاليا.

## الميداليات
| ذهب                  | فضة                  | برونز                      |
| أندريه ليدوك - فرنسا | كيرت شتوبل - ألمانيا | فرانشيسكو كاموسو - إيطاليا |